# Don Giovanni Tenorio
Don Giovanni, o sia Il convitato di pietra (Don Giovanni eller Stengästen) är en italiensk opera (dramma giocoso) i en akt med musik av Giuseppe Gazzaniga och libretto av Giovanni Bertati. Operan är också känd under namnet Don Giovanni Tenorio då titelrollen sjungs av en tenor och då operan hade premiär samma år (1787) som Mozarts opera Don Giovanni.

## Historia
Under 1770- och 1780-talen var historien om Don Juan ett vanligt ämne för en opera, populärt hos publiken om än en smula vulgärt och bisarrt för finsmakarna. Vid premiären den 5 februari 1787 på Teatro San Moisè i Venedig var Gazzanigas opera andra delen av en dubbelföreställning där den första (Il capriccio drammatico) handlade om de problem ett italienskt operasällskap på turné i Tyskland utsattes för då deras ledare bestämde att sätta upp Don Giovanni. Andra delen (operan i sig) framställs som sällskapets repetitioner.
Don Giovanni Tenorio blev en stor succé i Italien och sattes även upp i Paris, Lissabon och London (1794). Trots att Mozarts librettist Lorenzo Da Ponte klart var påverkad av Bertatis libretto är det osäkert om Mozart kände till Gazzanigas musik. 

## Personer
- Don Giovanni (tenor) (Rollen sjöngs av Antonio Baglioni, som sjöng Don Ottavio vid premiären av Mozarts opera.)
- Pasquariello, Don Giovannis tjänare (bas)
- Kommendanten (bas)
- Donna Anna, kommendantens dotter (sopran)
- Duca Ottavio, Donna Annas trolovade (tenor)
- Donna Elvira, Don Giovannis före detta älskade (sopran)
- Donna Ximena (sopran)
- Biagio, en bonde (bas)
- Maturina, Biagios fästmö (sopran)
- Lanterna, Don Giovannis kock (tenor)

## Handling
Gazzanigas opera följer den traditionella handlingen; duellen och kommendantens död, avvisandet av Donna Elvira (med en imponerande katalogaria), det lantliga bondbröllopet, kyrkogårdsscenen, stengästens besök och Don Giovannis nedstigande till helvetet. Några av namnen på karaktärerna skiljer sig från Mozarts version: Leporello kallas här Pasquariello, Zerlina heter Maturina och Masetto Biagio. Det finns ytterligare en försmådd älskarinna, Donna Ximena, och en kock.